# Cot Laot
Cot Laot is een bestuurslaag in het regentschap Bireuen van de provincie Atjeh, Indonesië. Cot Laot telt 114 inwoners (volkstelling 2010).